# Podunavske Švabe
Podunavski Švabe (njem. Donauschwaben) naziv je za Nijemce koji su živeli u nekadašnjoj Kraljevini Ugarskoj. Živjeli su u Mađarskoj, Vojvodini i Hrvatskoj, kao i na Karpatima i u Transilvaniji. Tamo su se doselili uglavnom u 18. stoljeću.
Nijemci su do drugog svjetskog rata bila najbrojnija nacionalna manjina u Jugoslaviji, te ih je na prostoru Hrvatske bilo 134 tisuće (od toga u Srijemu, koji će kao dio Vojvodine kasnije pretežnim dijelom postati dio Srbije, oko 60 tisuća, tj. oko šestine stanovništva), u Bačkoj 170 tisuća  (oko petine stanovništva) a u Banatu 118 tisuća (također oko petine stanovništva). Oko devet desetina tog stanovništva protjerano je na kraju II. svjetskog rata i odmah nakon njega, od strane komunističkih vlasti. Pri tome je u sabirnim logorima zbog teških uvjeta života i zaraznih bolesti umrlo njih oko 60 tisuća.
Na imanja Podunavskih Švaba u Vojvodini doseljeni su većinom Srbi – pretežnim dijelom iz BiH i Hrvatske – te oko 40 tisuća Crnogoraca, 12 tisuća Makedonaca, 7 tisuća Hrvata i nešto manje od po 2 tisuće Bošnjaka i Slovenaca. Na imanja Podunavskih Švaba u Hrvatskoj doseljavane su uglavnom obitelji iz Hrvatske – dijelom iz reda etničkih Hrvata, a dijelom iz reda etničkih Srba.
Istu sudbinu doživjeli su Nijemci – tada zajednički obuhvaćeni terminom Volksdeutsche – i u nekim drugim europskim zemljama (Poljska, Čehoslovačka). Iz Rumunjske nisu bili protjerani nego raseljeni po cijeloj zemlji.
Brojni Nijemci su tada emigrirali u SAD, Kanadu, Brazil, Argentinu,  Meksiko i Australiju. Nakon pada Berlinskog zida, tj. kraja socijalističkog razdoblja u zemljama Središnje Istočne Europe, velik broj preostalih Podunavskih Švaba se bio odselio u Njemačku.

## Vanjske poveznice
- Povijest Dunavskih Švaba
- Njemačka manjina u Kraljevini Jugoslaviji  Arhivirana inačica izvorne stranice od 21. srpnja 2011. (Wayback Machine)
- Logori i nakon rata: progon Folksdojčera, Denis Detling, Povijest u nastavi, Vol. V No. 10 (2), 2007.
- Iz povijesti Folksdojčera i njihova egzodusa na tlu Jugoslavije, Ante Laušić, Migracijske i etničke teme, Vol. 7 No. 2, 1991.